# Agrostis langei
Agrostis langei é uma espécie de gramínea do gênero Agrostis, pertencente à família Poaceae.